# Aghsu (distrikt)
Ağsu Rayonu är ett distrikt i Azerbajdzjan. Det ligger i den centrala delen av landet, 130 kilometer väster om huvudstaden Baku. Antalet invånare är 66 645. Arean är 1,0 kvadratkilometer.
Terrängen i Ağsu Rayonu är mycket platt.
Följande samhällen finns i Ağsu Rayonu:
- Aghsu
- Kalva
- Gyagyali
- Medrese
- Kyandoba
- Bico
- Arabushagy
- Padar
- Arabmekhtibeyli
- Pirgasanly
- Qaraqaşlı
- Qaraqoyunlu
- Lyangyabiz
- Novdzhu
- Keshad
- Bozavand
- Ağarx
- Dilman
- Ilkhychy
- Çaparlı
- Ragimli
- Abasxanlı
- Musabeyli
- Nyuydi
- Gey-Dellekli
- Muradlı
- Aratkend Pervyy
- Arabsarvan
- Qiyaslı
- Nemirli
- Qaradağ
- Gadzhyushagy
- Nuran
- Karamamedli
- Gyurzhyuvan
- Saran-Khadzhi-Kadyr
- Shebaly
- Keshtimez
- Kalağaylı
- Axundlu
- Suraxanı

Trakten runt Ağsu Rayonu består till största delen av jordbruksmark. Runt Ağsu Rayonu är det ganska tätbefolkat, med 56 invånare per kvadratkilometer.